# Фторид железа(II)
Фторид железа(II) — неорганическое соединение, соль металла железа и фтористоводородной кислоты с формулой FeF2,
белые кристаллы,
слабо растворимые в воде,
образует кристаллогидраты.

## Получение
- Действие фтористого водорода на железо или хлорид железа(II):

{\displaystyle {\mathsf {Fe+2HF\ {\xrightarrow {500^{o}C}}\ FeF_{2}+H_{2}}}}
{\displaystyle {\mathsf {FeCl_{2}+2HF\ {\xrightarrow {}}\ FeF_{2}+2HCl}}}
- Восстановление фторида железа(III) железом или водородом:

{\displaystyle {\mathsf {2FeF_{3}+Fe\ {\xrightarrow {}}\ 3FeF_{2}}}}
{\displaystyle {\mathsf {2FeF_{3}+H_{2}\ {\xrightarrow {}}\ 2FeF_{2}+HF}}}

## Физические свойства
Фторид железа(II) образует белые кристаллы
тетрагональной сингонии,
пространственная группа P 42/mnm,
параметры ячейки a = 0,483 нм, c = 0,336 нм, Z = 2.
Образует кристаллогидраты состава FeF2•n H2O, где n = 4, 8.

## Химические свойства
- Восстанавливается до железа водородом при нагревании:

{\displaystyle {\mathsf {FeF_{2}+H_{2}\ {\xrightarrow {t}}\ Fe+2HF}}}
- Реагирует с сероводородом:

{\displaystyle {\mathsf {FeF_{2}+H_{2}S\ {\xrightarrow {}}\ FeS+2HF}}}
- С фторидами щелочных металлов образует комплексные соли: K[FeF3], NH4[FeF3]•2H2O.

## Токсичность
Фторид железа — сильный окислитель, поэтому он считается чрезвычайно токсичным веществом (класс опасности: 1). Является сильным ирритантом. Вызывает серьезные ожоги кожи и повреждение глаз.
Выделяет опасные продукты разложения, образующиеся в условиях пожара.